# Schafgarben-Böckchen

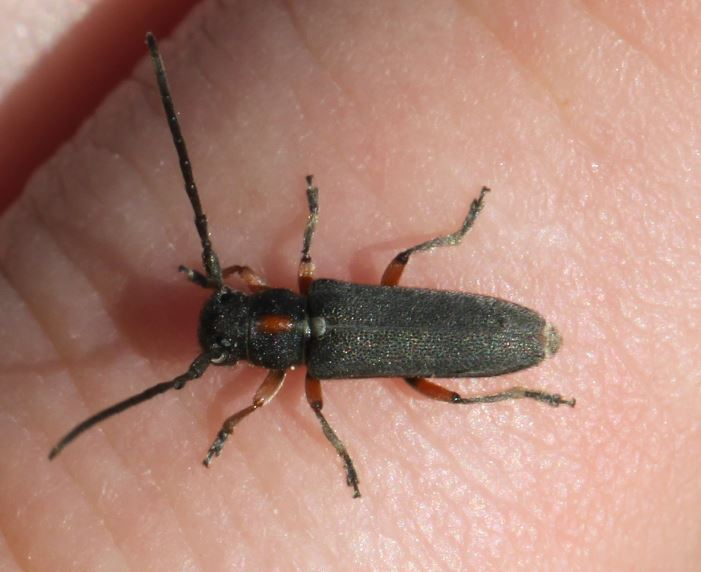
Abb. 1: Dorsalansicht

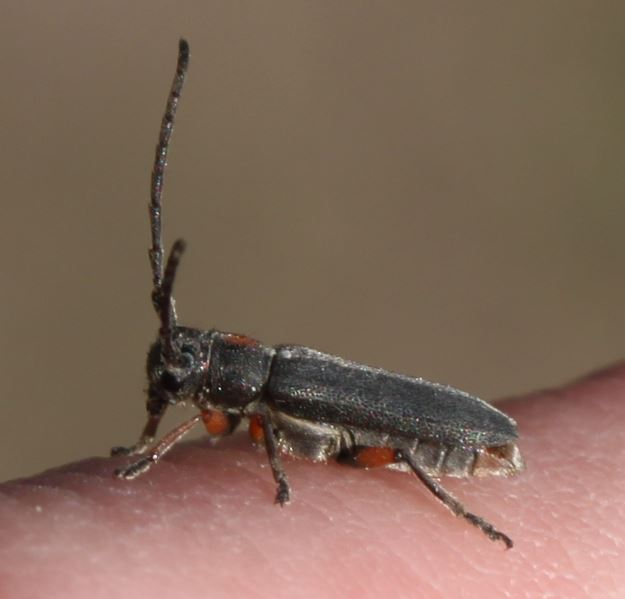
Abb. 2: Seitenansicht

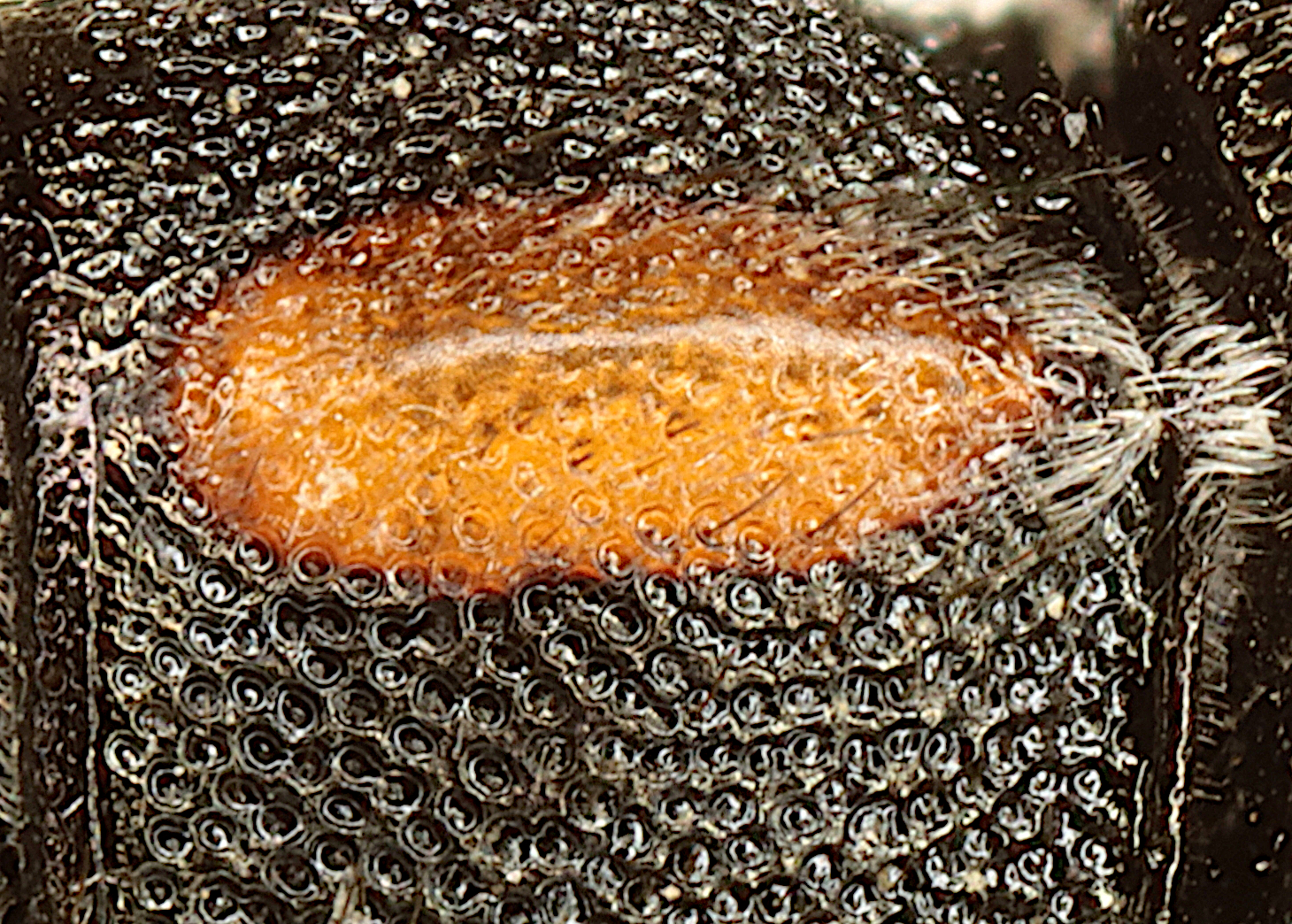
Abb. 3: Ausschnitt Halsschild, Schildchen rechts

Das Schafgarben-Böckchen (Phytoecia pustulata) ist ein Käfer aus der Familie der Bockkäfer und der Unterfamilie Lamiinae.

## Merkmale
Das Schafgarben-Böckchen erreicht eine Körperlänge von 6–8 mm. Die schwarzen Käfer besitzen eine feine graue Behaarung. Der Halsschild ist deutlich breiter als lang. Mittig verläuft über diesen in Längsrichtung ein länglicher roter Fleck (Abb. 3). Wie bei Phytoecia virgula ist das Zentrum des Flecks nicht punktiert und unbehaart. Aber im Unterschied zu dem Fleck bei Phytoecia virgula ist der von Phytoecia pustulata viel länger und im Zentrum kielförmig erhaben.  Die Femora sind rot-schwarz gefärbt.

## Verbreitung
Die Art kommt in Mittel- und Südeuropa vor. Im Osten reicht das Vorkommen bis in den Nahen Osten. In Mitteleuropa gilt die Art als selten. In Deutschland steht die Käferart auf der Roten Liste 2 (stark gefährdet).

## Lebensweise
Die Imagines beobachtet man von April bis August. Die Larven entwickeln sich in den Stängeln von Schafgarben (Achillea).

## Taxonomie
In der Literatur finden sich folgende Synonyme:
- Cerambyx pustulatus Schrank, 1776
- Phytoecia lineola Küster, 1846

Die Art wird in mehrere Unterarten gegliedert:
- Phytoecia pustulata adulta Ganglbauer, 1884
- Phytoecia pustulata pilipennis Reitter, 1895
- Phytoecia pustulata pulla Ganglbauer, 1886
- Phytoecia pustulata pustulata (Schrank, 1776)